# Looking for Alaska (minissérie)
Looking for Alaska (Quem é Você, Alasca? BRA ou À Procura de Alaska PRT) é uma minissérie de televisão de drama adolescente criada por Josh Schwartz e Stephanie Savage baseada no romance de 2005 do mesmo nome. Depois que a adaptação de um filme foi repetidamente adiada, Hulu finalizou o acordo com Schwartz e Savage e ordenou a adaptação como uma série limitada de oito episódios. No dia 1 de junho de 2019, foi anunciado que a série estrearia no dia 18 de outubro de 2019.

## Elenco e personagens

### Principal
- Charlie Plummer como Miles "Pudge" Halter
- Kristine Froseth como Alaska Young
- Denny Love como Chip Martin (The Colonel)
- Jay Lee como Takumi Hikohito
- Sofia Vassilieva como Lara
- Landry Bender como Sara
- Uriah Shelton como Longwell
- Jordan Connor como Kevin
- Timothy Simons como The Eagle
- Ron Cephas Jones como Dr. Hyde

### Recorrente
- Henry Zaga como Jake
- Meg Wright como Marya
- Lucy Faust como Madame O'Malley
- Deneen Tyler as Dolores Martin, The Colonel's single mother

### Convidado
- Rachel Matthews como Fiona
- Brandon Stanley como Paul

## Episódios
| N.º | Título                              | Dirigido por          | Escrito por                          | Lançamento            |
| --- | ----------------------------------- | --------------------- | ------------------------------------ | --------------------- |
| 1   | "Famous Last Words"                 | Sarah Adina Smith     | Josh Schwartz                        | 18 de outubro de 2019 |
| 2   | "Tell Them I Said Something..."     | Rachel Lee Goldenberg | Josh Schwartz & Warren Hsu Leonard   | 18 de outubro de 2019 |
| 3   | "I've Never Felt Better..."         | Brett Haley           | Stephanie Savage & Ashley Wigfield   | 18 de outubro de 2019 |
| 4   | "The Nourishment Is Palatable"      | Ami Canaan Mann       | Josh Schwartz & Kirk A. Moore        | 18 de outubro de 2019 |
| 5   | "I'll Show You That It Won't Shoot" | Clea DuVall           | Leila Gerstein & Kendall Rogers      | 18 de outubro de 2019 |
| 6   | "We Are All Going"                  | Megan Griffiths       | Warren Hsu Leonard & Ashley Wigfield | 18 de outubro de 2019 |
| 7   | "Now Comes The Mystery"             | Rashaad Ernesto Green | Josh Schwartz & Stephanie Savage     | 18 de outubro de 2019 |
| 8   | "It's Very Beautiful Over There"    | Josh Schwartz         | Josh Schwartz                        | 18 de outubro de 2019 |

## Produção

### Desenvolvimento
Em maio de 2018, o Hulu finalizou um acordo com Schwartz e Savage e encomendou uma série limitada de oito episódios com base no livro. Josh Schwartz atua como produtor executivo e showrunner, enquanto Stephanie Savage atua ao lado de John Green, Jessica Tuchinsky, Mark Waters, Marty Bowen e Isaac Klausner como produtores executivos.

### Escolha de elenco
Em outubro de 2018, Charlie Plummer e Kristine Froseth foram os protagonistas da série. Plummer interpretará Miles "Pudge" Halter, enquanto Froseth interpretará Alaska Young. Em março de 2019, o Hulu anunciou seis novos atores que se juntaram à série limitada; Denny Love, Jay Lee, Sofia Vassilieva, Landry Bender, Uriah Shelton e Jordan Connor. No mês seguinte, Timothy Simons e Ron Cephas Jones anunciaram se juntar ao elenco como The Eagle e Dr. Hyde, respectivamente. Em maio de 2019, foi relatado que Rachel Matthews e Henry Zaga foram escalados para papéis recorrentes.

## Recepção
No agregador de críticas Rotten Tomatoes, a série detém uma classificação de aprovação de 91% com base em 22 análises, com uma classificação média de 8,47 / 10. O consenso crítico do site diz: "Agridoce e lindamente executado, Looking For Alaska é a rara adaptação que se desvia de seu material de origem apenas para encontrar algo ainda melhor". No Metacritic, ele tem uma pontuação média ponderada de 74 em 100, com base em 8 críticos, indicando "revisões geralmente favoráveis".